# Hilton Cairo Grand Nile
El Hilton Cairo Grand Nile es un rascacielos ubicado en la isla Roda en El Cairo, Egipto. Fue inaugurado en 1974, mide 142 metros de altura y tiene 41 pisos. En 2001, se agregó el ala Nile Tower de 380 millones de dólares, 715 habitaciones, 41 pisos, con un restaurante giratorio y un centro comercial, y el hotel fue relanzado en agosto de 2001 como Le Royal Méridien Cairo & Nile Tower.

## Historia y perfil
El ala original de 966 habitaciones del hotel se inauguró en 1974 como Le Meridien Cairo. Los propietarios del hotel, la Compañía de Desarrollo Turístico de Arabia Saudita (SETDC), rompieron el contrato de administración de Le Méridien el 8 de agosto de 2002, cerraron el ala de 1974 y operaron el ala más nueva del hotel de forma independiente como Royal Nile Tower para un año, hasta que Hyatt International asumió la administración de la propiedad el 1 de agosto de 2003, y el ala de la torre pasó a llamarse Grand Hyatt Cairo.
Se anunciaron planes para convertir el ala cerrada de 1974 en el Park Hyatt Cairo de 245 habitaciones, luego de una renovación que costó 20 millones de dólares, pero el proyecto nunca llegó a buen término y el edificio permanece cerrado a partir de 2020.
Toda la administración y el personal de Hyatt extranjeros fueron evacuados en febrero de 2011, como resultado de la Revolución egipcia de 2011. Esta acción fue seguida por huelgas del personal egipcio restante del hotel, lo que provocó que Hyatt cortara por completo su conexión con el hotel el 20 de marzo de 2011. SETDC estuvo envuelto en disputas legales con Hyatt durante cuatro meses, y el hotel continuó usando el nombre de Hyatt hasta el 1 de junio de 2011, cuando los propietarios cambiaron oficialmente el nombre a Grand Nile Tower. En 2017 se anunció que el hotel pasaría a llamarse "Hilton Cairo Grand Nile" en 2018.